# Joseph Augustus
Josephus Augustus (ur. 14 stycznia 1898 w Antwerpii – zm. 12 maja 1975) – belgijski piłkarz grający na pozycji pomocnika. Był reprezentantem Belgii.

## Kariera klubowa
Przez całą swoją karierę piłkarską Augustus związany był z klubem Royal Antwerp FC. Zadebiutował w nim w sezonie 1919/1920 w pierwszej lidze belgijskiej i grał w nim do końca sezonu 1926/1927. W sezonie 1924/1925 wywalczył z Royalem wicemistrzostwo Belgii.
| Sezon   | Klub             | Kraj   | Rozgrywki          | Mecze | Gole |
| ------- | ---------------- | ------ | ------------------ | ----- | ---- |
| 1919/20 | Antwerp FC       | Belgia | Division d'Honneur | 22    | 1    |
| 1920/21 | Antwerp FC       | Belgia | Division d'Honneur | 11    | 0    |
| 1921/22 | Royal Antwerp FC | Belgia | Division d'Honneur | 0     | 0    |
| 1922/23 | Royal Antwerp FC | Belgia | Division d'Honneur | 25    | 6    |
| 1923/24 | Royal Antwerp FC | Belgia | Division d'Honneur | 20    | 5    |
| 1924/25 | Royal Antwerp FC | Belgia | Division d'Honneur | 26    | 1    |
| 1925/26 | Royal Antwerp FC | Belgia | Division d'Honneur | 16    | 0    |
| 1926/27 | Royal Antwerp FC | Belgia | Division d'Honneur | 4     | 2    |

## Kariera reprezentacyjna
W reprezentacji Belgii Augustus zadebiutował 5 maja 1921 w przegranym 2:3 towarzyskim meczu z Włochami, rozegranym w Antwerpii. Od 1921 do 1925 rozegrał w kadrze narodowej 5 meczów.